# أفلام الخدع البصرية والمؤثرات الخاصة
أفلام الخدع البصرية والمؤثرات هي أفلام ظهرت في بدايات تاريخ السينما، وكانت عبارة عن أفلام قصيرة صامتة مصممة لعرض المؤثرات المبتكرة الخاصة بالسينما.